# Rugby a 7 alla XXVII Universiade - Torneo femminile
Il torneo femminile di rugby a 7 alla XXVII Universiade si tenne dal 14 al 17 luglio 2013 a Kazan' (Russia) nel quadro delle competizioni previste per la XXVII Universiade.
Fu il torneo d'esordio della disciplina in tale rassegna: benché infatti il rugby a 7 facesse parte del programma dello sport internazionale universitario fin dai giochi mondiali del 2004, ciononostante esordì alle Universiadi solo nel 2013.
Al torneo femminile presero parte 10 formazioni nazionali, e il titolo andò alle padrone di casa della Russia che in finale batterono 30-10 l'Italia la quale, dopo un girone disputato in maniera anonima, era riuscita in semifinale ad avere la meglio su una delle squadre più quotate della competizione, la Gran Bretagna, ipotecando quindi una delle due medaglie più pregiate.
La medaglia di bronzo andò invece al Canada, che nella finale di consolazione batté proprio la citata Gran Bretagna.
La Federazione Italiana Rugby fu rappresentata anche a livello arbitrale nel torneo, con la presenza di Maria Beatrice Benvenuti che diresse alcuni incontri della fase a gironi e, inizialmente designata per la finale che assegnava il titolo, fu spostata alla direzione della finale per il terzo posto tra le citate Canada e Gran Bretagna dopo la vittoria dell'Italia in semifinale.

## Formula
Le dieci squadre furono raggruppate per sorteggio in due gironi da 5 squadre ciascuna.
Furono ammesse alla fase a eliminazione diretta le prime quattro classificate di ogni girone, mentre le ultime classificate avrebbero disputato una finale in gara unica per il nono posto.
Gli accoppiamenti dei quarti di finale furono predeterminati: la prima e la seconda di ogni girone, avrebbero affrontato rispettivamente la quarta e la terza dell'altro.
Il tabellone era strutturato in modo da evitare incroci tra le prime classificate prima della finale, quindi le prime e le seconde di ogni girone furono inserite agli estremi opposti degli accoppiamenti.
Nella fase a gironi il punteggio fu quello classico usato dal campionato europeo a XV prima dell'adozione del sistema a bonus dell'Emisfero Sud, quindi 3 punti per la vittoria, 2 per il pareggio, 1 per la sconfitta e zero per il forfait.

## Fase a gironi

### Girone A
| Data      | Ora         | Incontro           | Risultato |
| --------- | ----------- | ------------------ | --------- |
| 14-7-2013 | 9 UTC+4     | Russia ― Ucraina   | 33-5      |
| 14-7-2013 | 9:22 UTC+4  | Francia ― Giappone | 22-0      |
| 14-7-2013 | 13:24 UTC+4 | Russia ― Canada    | 38-7      |
| 14-7-2013 | 13:46 UTC+4 | Francia ― Ucraina  | 10-17     |
| 14-7-2013 | 16:20 UTC+4 | Canada ― Giappone  | 27-10     |
| 14-7-2013 | 16:42 UTC+4 | Russia ― Francia   | 36-0      |
| 14-7-2013 | 10 UTC+4    | Giappone ― Ucraina | 0-19      |
| 15-7-2013 | 10:22 UTC+4 | Francia ― Canada   | 21-29     |
| 15-7-2013 | 12:56 UTC+4 | Russia ― Giappone  | 19-5      |
| 15-7-2013 | 13:18 UTC+4 | Canada ― Ucraina   | 7-38      |

|  | Classifica girone A | G | V | N | P | P+  | P-  | P±   | PT |
|  | ------------------- | - | - | - | - | --- | --- | ---- | -- |
|  | Russia              | 4 | 4 | 0 | 0 | 126 | 17  | +109 | 12 |
|  | Ucraina             | 4 | 3 | 0 | 1 | 79  | 50  | +29  | 10 |
|  | Canada              | 4 | 2 | 0 | 2 | 70  | 107 | -37  | 8  |
|  | Francia             | 4 | 1 | 0 | 3 | 89  | 82  | +7   | 6  |
|  | Giappone            | 4 | 0 | 0 | 4 | 15  | 87  | -72  | 4  |

### Girone B
| Data      | Ora         | Incontro                    | Risultato |
| --------- | ----------- | --------------------------- | --------- |
| 14-7-2013 | 9:44 UTC+4  | Italia ― Cina               | 22-14     |
| 14-7-2013 | 10:06 UTC+4 | Brasile ― Stati Uniti       | 12-5      |
| 14-7-2013 | 14:08 UTC+4 | Gran Bretagna ― Cina        | 35-0      |
| 14-7-2013 | 14:30 UTC+4 | Italia ― Stati Uniti        | 14-17     |
| 14-7-2013 | 17:04 UTC+4 | Gran Bretagna ― Italia      | 24-19     |
| 14-7-2013 | 17:26 UTC+4 | Brasile ― Cina              | 10-26     |
| 15-7-2013 | 10:44 UTC+4 | Gran Bretagna ― Brasile     | 35-10     |
| 15-7-2013 | 11:06 UTC+4 | Stati Uniti ― Cina          | 0-24      |
| 15-7-2013 | 13:40 UTC+4 | Gran Bretagna ― Stati Uniti | 21-10     |
| 15-7-2013 | 14:02 UTC+4 | Italia ― Brasile            | 12-12     |

|  | Classifica girone B | G | V | N | P | P+  | P- | P±  | PT |
|  | ------------------- | - | - | - | - | --- | -- | --- | -- |
|  | Gran Bretagna       | 4 | 4 | 0 | 0 | 115 | 39 | +76 | 12 |
|  | Cina                | 4 | 2 | 0 | 2 | 64  | 67 | -3  | 8  |
|  | Italia              | 4 | 1 | 1 | 2 | 67  | 67 | 0   | 7  |
|  | Brasile             | 4 | 1 | 1 | 2 | 44  | 78 | -34 | 7  |
|  | Stati Uniti         | 4 | 1 | 0 | 3 | 32  | 71 | -39 | 6  |

## Fase a eliminazione diretta
|  | Quarti di finale | Quarti di finale |               |               | Semifinali      | Semifinali      |  |  | Finale | Finale |
|  |                  |                  |               |               |                 |                 |  |  |        |        |
|  |                  |                  |               |               |                 |                 |  |  |        |        |
|  |                  |                  |               |               |                 |                 |  |  |        |        |
|  | Russia           | 31               |               |               |                 |                 |  |  |        |        |
|  | Russia           | 31               |               |               |                 |                 |  |  |        |        |
|  | Brasile          | 0                |               |               |                 |                 |  |  |        |        |
|  | Brasile          | 0                | Russia        | 31            |                 |                 |  |  |        |        |
|  |                  |                  | Russia        | 31            |                 |                 |  |  |        |        |
|  |                  | Canada           | 5             |               |                 |                 |  |  |        |        |
|  | Cina             | Canada           | 5             | 7             |                 |                 |  |  |        |        |
|  | Cina             |                  |               | 7             |                 |                 |  |  |        |        |
|  | Canada           | 33               |               |               |                 |                 |  |  |        |        |
|  | Canada           | 33               | Russia        | 30            |                 |                 |  |  |        |        |
|  |                  |                  | Russia        | 30            |                 |                 |  |  |        |        |
|  |                  | Italia           | 10            |               |                 |                 |  |  |        |        |
|  | Gran Bretagna    | Italia           | 10            | 12            |                 |                 |  |  |        |        |
|  | Gran Bretagna    |                  |               | 12            |                 |                 |  |  |        |        |
|  | Francia          | 7                |               |               |                 |                 |  |  |        |        |
|  | Francia          | 7                | Gran Bretagna | 5             | Finale 3º posto | Finale 3º posto |  |  |        |        |
|  |                  |                  | Gran Bretagna | 5             | Finale 3º posto | Finale 3º posto |  |  |        |        |
|  |                  | Italia           | 14            |               |                 |                 |  |  |        |        |
|  | Ucraina          | Italia           | 14            | 17            | Canada          | 36              |  |  |        |        |
|  | Ucraina          |                  |               | 17            | Canada          | 36              |  |  |        |        |
|  | Italia           | 19               |               | Gran Bretagna | 0               |                 |  |  |        |        |
|  | Italia           | 19               |               |               | 0               |                 |  |  |        |        |
|  |                  |                  |               |               |                 |                 |  |  |        |        |
|  |                  |                  |               |               |                 |                 |  |  |        |        |

|  | Semifinali | Semifinali | Semifinali |         |      | Finale 5º posto | Finale 5º posto | Finale 5º posto |  |
|  |            |            |            |         |      |                 |                 |                 |  |
|  | Brasile    | Brasile    | 12         |         |      |                 |                 |                 |  |
|  | Brasile    | Brasile    | 12         |         |      |                 |                 |                 |  |
|  | Cina       | Cina       | 24         |         |      |                 |                 |                 |  |
|  | Cina       | Cina       | 24         |         | Cina | Cina            | 19              |                 |  |
|  |            |            |            |         | Cina | Cina            | 19              |                 |  |
|  |            |            | Ucraina    | Ucraina | 15   |                 |                 |                 |  |
|  | Francia    | Francia    | Ucraina    | Ucraina | 15   | 14              |                 |                 |  |
|  | Francia    | Francia    |            |         |      | 14              |                 |                 |  |
|  | Ucraina    | Ucraina    | 19         |         |      | Finale 7º posto | Finale 7º posto | Finale 7º posto |  |
|  | Ucraina    | Ucraina    | 19         |         |      |                 |                 |                 |  |
|  |            |            |            |         |      |                 |                 |                 |  |
|  |            |            |            |         |      | Brasile         | Brasile         | 0               |  |
|  |            |            |            |         |      | Brasile         | Brasile         | 0               |  |
|  |            |            |            |         |      | Francia         | Francia         | 21              |  |

### Finale per il 9º posto
| Kazan’ 16 luglio 2013, ore 14:44 UTC+4 | Giappone | 10 – 5 referto | Stati Uniti | Stadio Tulpar |
| Taniguchi Yokoo mt Pedersen            |          |                |             |               |
|                                        |          |                |             |               |
| Taniguchi Yokoo                        | mt       | Pedersen       |             |               |

### Finale per il 7º posto
| Kazan’ 17 luglio 2013, ore 10 UTC+4        | Brasile | 0 – 21 referto          | Francia | Stadio Tulpar |
| mt Izar Cabalou tr Izar Guerin Beauparlant |         |                         |         |               |
|                                            |         |                         |         |               |
|                                            | mt      | Izar Cabalou            |         |               |
|                                            | tr      | Izar Guerin Beauparlant |         |               |

### Finale per il 5º posto
| Kazan’ 17 luglio 2013, ore 10:50 UTC+4                   | Cina | 19 – 15 referto             | Ucraina | Stadio Tulpar |
| L. Hong G. Gong mt Gorodina Zozulka Gončarenko J. Pei tr |      |                             |         |               |
|                                                          |      |                             |         |               |
| L. Hong G. Gong                                          | mt   | Gorodina Zozulka Gončarenko |         |               |
| J. Pei                                                   | tr   |                             |         |               |

### Finale per il 3º posto
| Arbitro: | M. Beatrice Benvenuti |

|                                                    |    |  |
| Suchorski Baker Guthrie Watcham-Roy Meng K. Keller | mt |  |
| Miller                                             | tr |  |

### Finale
| Kazan’ 17 luglio 2013, ore 12:30 UTC+4               | Russia | 30 – 10 referto | Italia | Stadio Tulpar |
| Edidži Petrova Chamidova Kazakova mt Barattin Furlan |        |                 |        |               |
|                                                      |        |                 |        |               |
| Edidži Petrova Chamidova Kazakova                    | mt     | Barattin Furlan |        |               |

## Classifica finale
|    | Paese         | Composizione della squadra |
| -- | ------------- | --- |
|    | Russia        | Ekaterina Bankerova, Rusiet Edidži, Galina Chaet, Ekaterina Kabeeva, Ekaterina Kazakova, Navrat Chamidova, Nadežda Kudinova, Anna Malygina, Marina Petrova, Anna Prib’, Marija Titova, Svetlana Usatych                  |
|    | Italia        | Sara Barattin, Anna Barbanti, Debora Felicetti, Marta Ferrari, Manuela Furlan, Elisa Giordano, Miryam Keller, Cristina Molic, Michela Sillari, Sofia Stefan, Claudia Tedeschi, Cecilia Zublena                           |
|    | Canada        | Lindsay Baker, Kehla Guimond, Chelsea Guthrie, Kathleen Keller, Sarah Meng, Brianna Mary Miller, Natasha Smith, Shannon Spurrell, Caroline Maria Suchorski, Karla Telidetzki, Tiera Thomas-Reynolds, Natasha Watcham-Roy |
| 4  | Gran Bretagna | |
| 5  | Cina          | |
| 6  | Ucraina       | |
| 7  | Francia       | |
| 8  | Brasile       | |
| 9  | Giappone      | |
| 10 | Stati Uniti   | |